# Hexanchus nakamurai
Hexanchus nakamurai é uma espécie de tubarão de águas profundas.

## Morfologia
Tem seis fendas branquiais de cada lado do corpo. O corpo é esguio e a cabeça é estreita e pontiaguda.
Os olhos são grandes. O comprimento máximo é de 180 cm.

## Distribuição

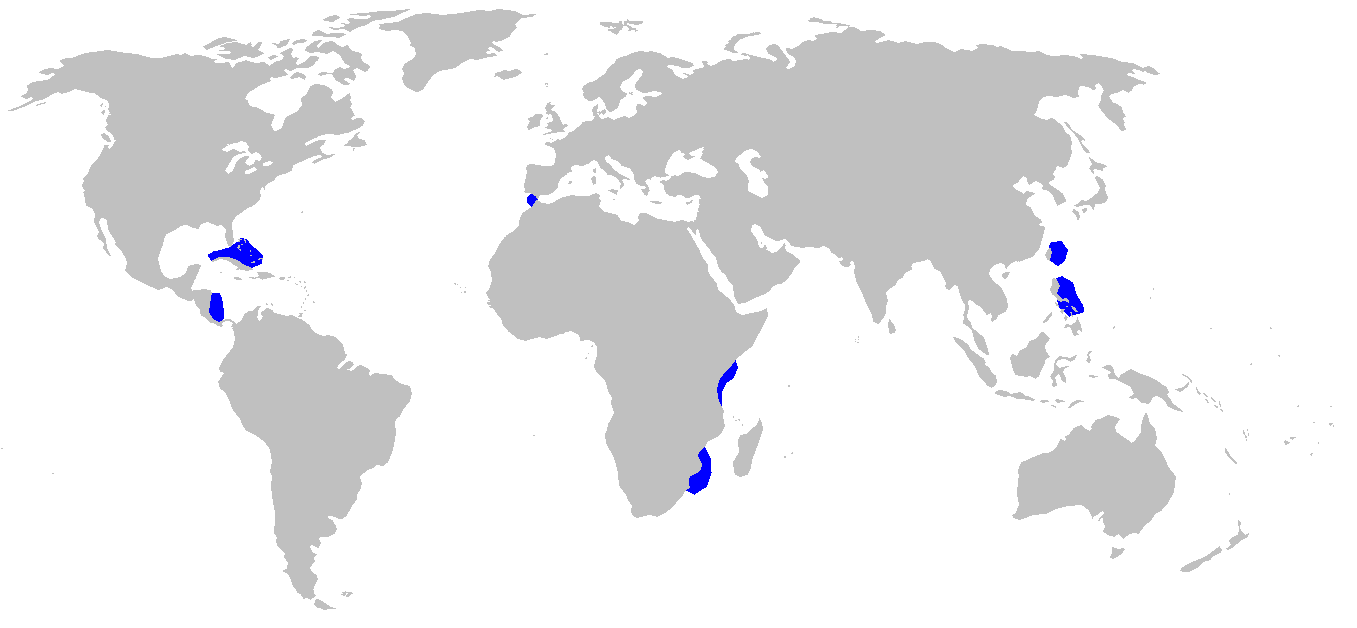
Distribuição do Hexanchus nakamurai ao redor do mundo.

Estreito da Flórida, perto de Cuba e das Bahamas. África Oriental e Madagascar. Filipinas e Formosa.

## Habitat
Ocorrem entre os 90m e os 2500m de profundidade.

## Reprodução
Ovovivíparos. Cerca de 13 crias por época.

## Alimentação
Peixes e invertebrados.